# Limnophila mitocera
Limnophila mitocera là một loài ruồi trong họ Limoniidae. Chúng phân bố ở miền Australasia.